# 722

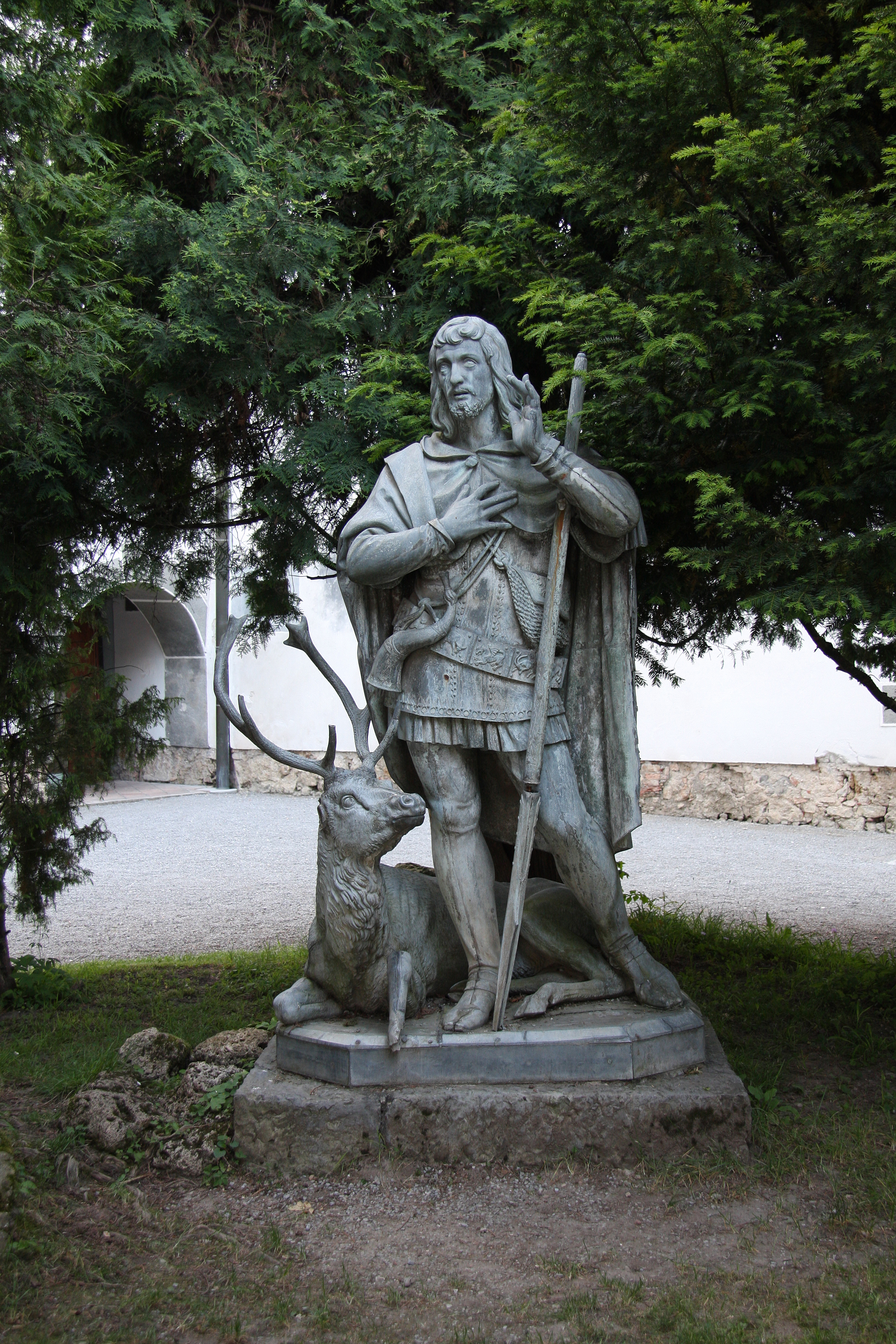
Beeld van Hubertus van Luik (655-727)

Het jaar 722 is het 22e jaar in de 8e eeuw volgens de christelijke jaartelling.

## Gebeurtenissen

### Brittannië
- Koning Ine van Wessex voert een militaire campagne tegen Dumnonia en verovert het gebied tot aan de rivier de Hayle in het zuidwesten van Engeland. Tijdens zijn bewind breidt hij zijn macht verder uit met de gebieden Dorset en Somerset (latere Devon). In het oosten wordt Ine door de rivaliserende koninkrijken Sussex en Kent erkend als 'opperkoning'. Hij vestigt een nieuw bestuurscentrum in Winchester. (waarschijnlijke datum).

### Spanje
- Slag bij Covadonga: Koning Pelagius (Don Pelayo) van Asturië verslaat bij Covadonga (in het noordwesten van Spanje) de Moren. Hij voert een campagne in de oostelijke valleien en beveiligt de bergpassen. Begin van de Reconquista: de herovering van het Iberisch Schiereiland. Pelagius sluit later een bondgenootschap met hertog Peter van Cantabrië, dit leidt tot het samensmelten van Asturië en Cantabrië.

## Religie
- 30 november - Bonifatius wordt benoemd tot bisschop-missionaris van de Germaanse gebieden. Hij begint met de kerstening ten oosten van de Rijn en bekeert de heidense Nedersaksen.
- Hubertus, bisschop van Maastricht, verplaatst zijn zetel naar Luik waar het veiliger is. Hij verkondigt het geloof in Brabant en de Ardennen.

## Geboren
- Arbeo, bisschop van Freising (waarschijnlijke datum)
- Fruela I, koning van Asturië (overleden 768)

## Overleden
- Genmei (61), keizerin van Japan
- K'inich K'an Joy Chitam II (78), koning (ahau) van Palenque